# Masato Uchishiba
Masato Uchishiba, né le 17 juin 1978, est un judoka japonais évoluant dans la catégorie des moins de 66 kg (poids mi-légers). Lors des Jeux olympiques de 2004 à Athènes, le judoka remporte le titre en battant en finale le Slovaque Jozef Krnáč. Il obtient ainsi l'une des huit médailles d'or décrochées par les combattants japonais lors de l'événement grec. L'année suivante, lors des Mondiaux 2005 du Caire, le Nippon obtient la médaille d'argent après sa défaite en finale face au Brésilien João Derly. Ne faisant que quelques apparitions en dehors du continent asiatique, Uchishiba compte plusieurs podiums aux relevés championnats du Japon.

## Palmarès

### Jeux olympiques d'été
- Jeux olympiques de 2004 à Athènes (Grèce) :
  -  Médaille d'or en moins de 66 kg (poids légers).

- Jeux olympiques de 2008 à Pékin (Chine) :
  -  Médaille d'or en moins de 66 kg (poids légers).

### Championnats du monde
- Championnats du monde 2005 au Caire (Égypte) :
  -  Médaille d'argent dans la catégorie des -66 kg.

### Divers
Tournois :
- Tournoi de Paris (France) :
  - 3 podiums (3e en 2002, 2e en 2008, 1er en 2009).